# Unreal Gold
Unreal Gold is een computerspel-verzamelpakket, bestaande uit de spellen Unreal en zijn uitbreiding Return To Na Pali.
In tegenstelling tot bij de meeste andere verzamelpakketten, zitten de spellen niet los van elkaar in dit pakket, maar zijn ze samengevoegd tot één groot spel. Dit grote spel heeft een menusysteem gelijk aan dat van Unreal Tournament. Het spel was aanvankelijk niet online bespeelbaar vanwege de nieuwste patch van de originele Unreal.
Het spel is nooit buiten Noord-Amerika uitgegeven. Derhalve is het buiten Noord-Amerika alleen via import of illegale downloads te verkrijgen. Met de komst van Steam is dat veranderd, en kan het nu ook legaal gedownload worden.
Unreal Gold werd ook opgenomen in de twee andere uitbreidingspakketten: Totally Unreal en Unreal Anthology, hoewel die twee versies van Unreal Gold iets anders waren dan de originele versie.